# 가라오케관

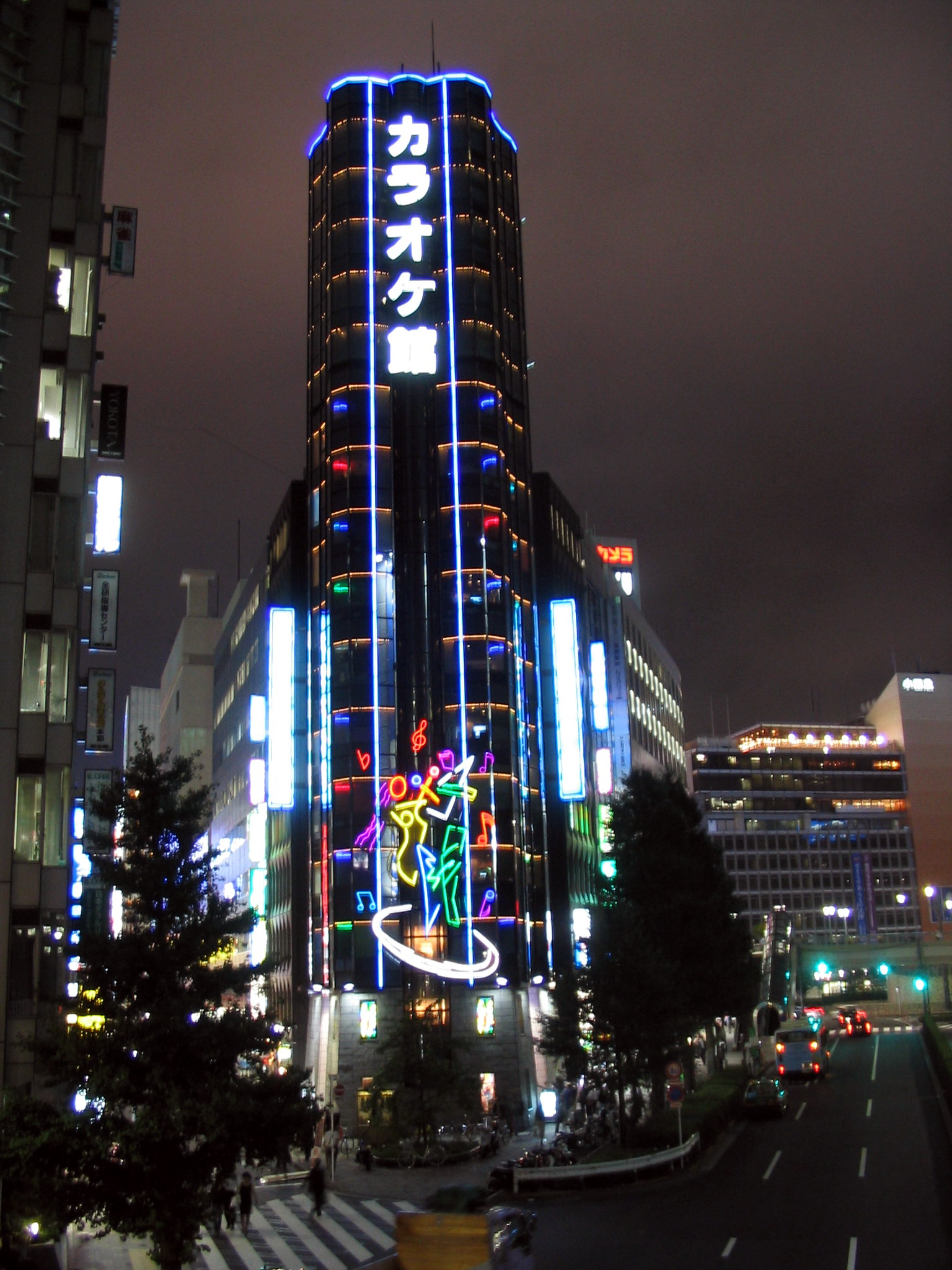
가라오케관 신주쿠 점

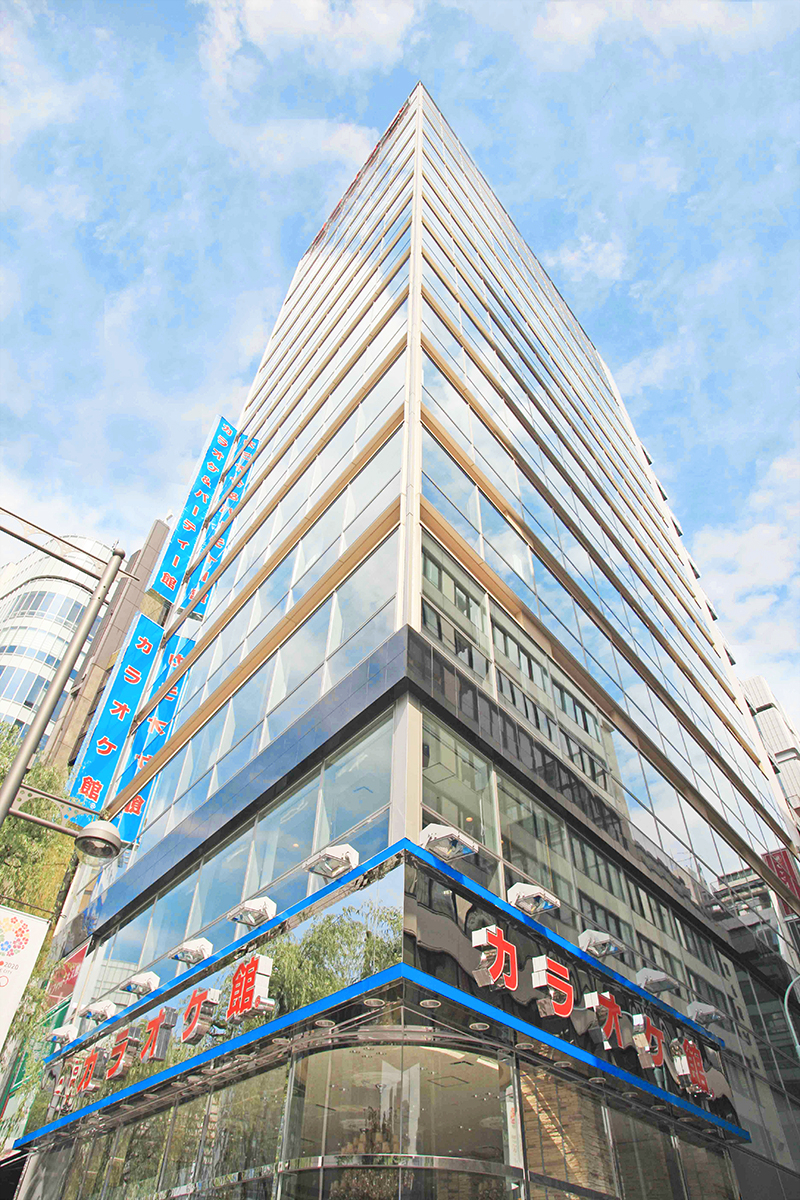
가라오케관 긴자 총본점

가라오케관(일본어: カラオケ館 카라오케칸[*])은 주식회사 비앤비가 수도권을 중심으로 운영하는 노래방이다. 전국에 121개의 점포(2014년 10월 현재)를 전개한다. 통칭은 가라관(カラ館)이다.

## 개요
가게의 컨셉트는 ‘심플 · 호화’이며, 주간 요금은 30분 60엔(점포에 따라서 다르다) 등으로 저렴한 요금으로 되어있다. 다만, 게시되고 있는 요금은 방의 이용 요금이며, 별도로 마실 것 하나(보통 380엔이지만 점포에 따라서 다르다)를 필순으로 한다. 즉시 발행할 수 있는 회원증을 이용하면 요금을 할인해주는 서비스가 있다.

## 노래방 기기 기종
노래방 기기의 기종은 DAM(다이이치코쇼) · JOYSOUND(엑싱)의 두 종류가 설치되어있으며, 프런트에서 고를 수가 있다.

## 가게 안의 룸
가게 안의 방에는 곡을 걸면 벽에 그림이 뜨는 ‘블랙 라이트 아트룸’이나, 많은 인원수로 즐길 수 있는 ‘파티룸’, 그 외에 ‘퍼스트 클래스룸’, ‘금연룸’, ‘VIP룸’, ‘클럽조룸’ 등이 설치되어있다. 또, 화장실에는 여성용 ‘파우더 스페이스’(일부 점포를 제외)도 설비되어있다.
이 외에 히토카라→혼자 노래방 수요에 대응하기 위해서 2012년 3월부터 일부 점포에서 ‘1인 가라오케룸’의 도입을 진행하고 있다.

## 대응하는 전자화폐
점포에 따라서 다른 경우 있음.
- QUICPay
- nanaco
- Suica

## 그 외의 사업
주식회사 비앤비는 만화 카페 사업으로 ‘만화넷관’, 피트니스 사업으로 ‘피트니스관’도 운영하고 있다.